# D'un soir triste
D'un soir triste est une œuvre de Lili Boulanger pour trio avec piano (violon, violoncelle et piano) ou violoncelle et piano ou orchestre composée en 1917 et 1918.

## Composition
D'un soir triste, pendant sombre de D'un matin de printemps, est composé de 1917 à 1918. La pièce existe en trois versions : une pour violoncelle et piano, une pour trio avec piano (violon, violoncelle et piano) et une pour orchestre.

## Création
La version pour trio est créée à Paris le 8 février 1919, salle de la Société des concerts (salle de l'ancien Conservatoire), lors d'un concert de la Société nationale de musique, sous le titre de « Pièces en trio pour piano, violon et violoncelle ; a) D'un soir triste... b) D'un matin de printemps... », par Nadia Boulanger (piano), Maurice Hayot (violon) et André Hekking (violoncelle).
La version pour orchestre est donnée en première audition le 13 mars 1921 à Paris, au théâtre national de l'Opéra, par l'Orchestre des Concerts Pasdeloup sous la direction de Rhené-Baton, sous le titre de Deux poèmes. La pièce est reprise le 17 janvier 1923, salle du Conservatoire, lors d'une « Audition des envois de Rome des œuvres de Lili Boulanger », par l'orchestre de l'Opéra sous la direction d'Henri Busser.
La version pour violoncelle et piano est créée le jeudi 10 juillet 1919 ou 1924 au Conservatoire américain de Fontainebleau par André Hekking (violoncelle) et Nadia Boulanger (piano), et reprise le 18 juillet 1929, toujours au Conservatoire américain de Fontainebleau.

## Édition
La version pour orchestre, non gravée, est disponible à la location auprès des éditions Durand depuis 1993 sous forme de photocopies manuscrites.
La version pour trio est publiée par Durand en 2006 (cotage D.&F. 15697).

## Instrumentation
L'instrumentation de la version orchestrale requiert :
| Instrumentation de D'un soir triste                                                                    |
| Bois                                                                                                   |
| 2 flûtes, 1 piccolo, 2 hautbois, cor anglais, 2 clarinettes, clarinette basse, 2 bassons, sarrusophone |
| Cuivres                                                                                                |
| 4 cors, 3 trompettes, 3 trombones, tuba                                                                |
| Percussions                                                                                            |
| timbales, grosse caisse, cymbales, triangle                                                            |
| Claviers / cordes pincées                                                                              |
| célesta, harpe                                                                                         |
| Cordes                                                                                                 |
| premiers violons, seconds violons, altos, violoncelles, contrebasses                                   |

## Commentaires
D'un soir triste est d'une durée moyenne d'exécution de huit minutes quinze environ.
L'œuvre partage avec D'un matin de printemps un même thème, un même rythme à trois temps et une même tonalité de mi mineur teintée de couleurs modales,. Cependant, relève Gerald Larner (en), « son tempo est ralenti presque de moitié, et son déroulement contre les accumulations sombres de quintes aux cordes produit une impression tout à fait différente. Et pourtant, juste avant la fin, la réconciliation est entrevue, ou peut-être même la transfiguration, quand les cordes et la harpe attrapent quelques harmonies fugitives en mi majeur, et soutiennent leur foi dans les dernières mesures atténuées ».
Pour le musicologue Harry Halbreich, « on pense à Roussel, celui des années 1920, celui de Pour une fête de printemps ou de la Deuxième Symphonie, dont les épisodes les plus âpres et les plus sombres semblent préfigurés dans D'un soir triste, dont la douleur lancinante se retrouve aussi dans certaines pages d'Arthur Honegger. L'espèce de marche funèbre centrale atteint à une profondeur tragique dépassant de loin la douce mélancolie que semblait annoncer le titre de la pièce ».

## Discographie
- Lili Boulanger : 3 Psaumes, Vieille prière bouddhique, Pour les funérailles d'un soldat, D'un soir triste, D'un matin de printemps, Orchestre philharmonique du Luxembourg, Mark Stringer (en) (dir.), Timpani 1C1046, 1998.
- Lili Boulanger : Faust et Hélène, D'un matin de printemps, D'un soir triste, Psaume 130 « Du fond de l'abîme », Psaume 24, BBC Philharmonic, Yan Pascal Tortelier (dir.), Chandos CHAN 9745, 1999.
- Les heures claires : The Complete Songs Nadia & Lili Boulanger, Emmanuelle Bertrand (violoncelle), Anne de Fornel (piano), Harmonia Mundi HMM 90235658, 2023[6].
- A Room Of Her Own, Neave Trio, Chandos CHAN 20238, 2024[7].